# Plachettes

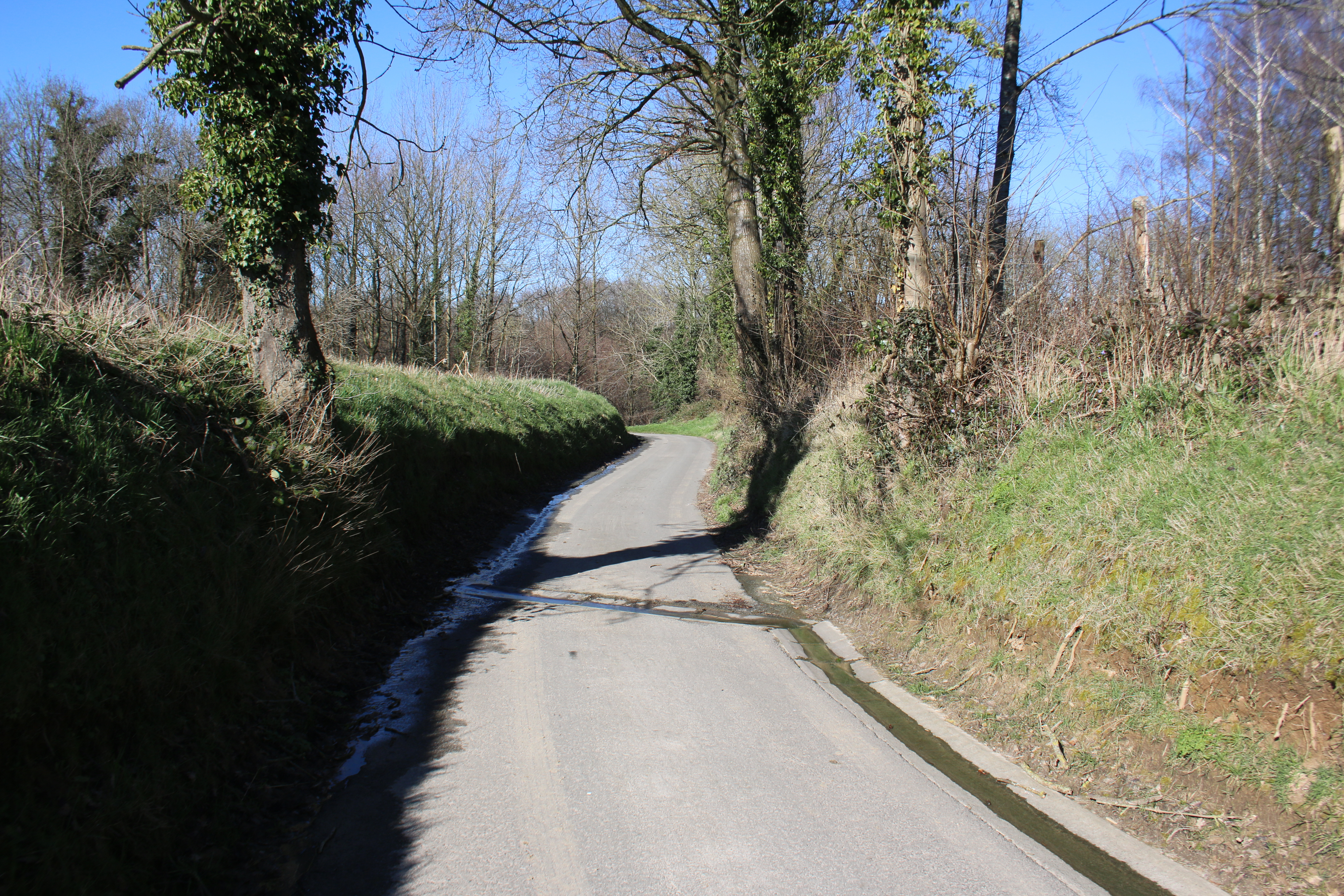

De Plachettes is een helling in Vloesberg (Frans: Flobecq) in het Pays des Collines in de Belgische provincie Henegouwen. Op de top rechtsaf komt de helling La Potterée dezelfde heuvel omhoog. Iets meer naar het westen ligt de Côte du Hurdumont.